# 中國讓利政策
中國讓利政策，又稱中國惠台政策，是中華人民共和國對台灣採用的單方面經濟優惠手段，在兩岸經濟合作架構協議（ECFA）等框架下，選擇性的對部份台灣的貿易與外銷中國商品進行低關稅或撤除非關稅壁壘等貿易優惠手段。其目標在於促進兩岸經濟融合，建立兩岸共同市場，使台灣接受一中框架與九二共識，以推進中華人民共和國統一台灣。
台湾企业家王应杰認為這是窮台策略的一部份，在經濟外貿手段下存在政治目的，為對台經濟統戰與和戰兩手策略的實現手段。

## 概論
自1949年中華人民共和國建國之後，在一中原則下，對外宣稱擁有台灣主權。在美國支持之下，中華民國政府統治台灣，與中華人民共和國分離，由中華人民共和國統治中國，形成臺海現狀。在中華人民共和國結束文化大革命，進行改革開放之後，對台灣的統戰手段也從純軍事手段，走向非軍事手段的施壓。
讓利政策的名稱來自改革開放時期的放權讓利，原來是指鬆綁中國社會主義的國家化政策，有限度的推動市場經濟，讓資本家可以少量賺取利潤。在前兩任中共中央總書記江澤民與胡錦濤成為中華人民共和國最高領導人的時代，採取很多惠台政策，以吸引台商至中國大陆進行投資，在此時，讓利指的是讓台商可以獲得優惠，造成磁吸效應，對台灣進行以商圍政手段，對台灣政府增加壓力。在李登輝總統時代，曾採用戒急用忍與南向政策來進行反制。在習近平擔任中共中央總書記之後，於馬英九總統執政時期，對台灣再度推動惠台政策，提出惠台21項措施，與台灣簽定兩岸經濟合作架構協議（ECFA）。
中华民国前總統李登輝認為讓利政策的目標在掏空台灣經濟與人才，使台灣經濟喪失競爭性與自主性。
在中國共產黨20大結束之後，有观点認為中國大陆停止讓利政策，對台灣改用經濟封鎖手段。

## 歷史
2018年，中華人民共和國發布《關於促進兩岸經濟文化交流合作的若干措施》，俗稱惠台31項政策。放寛台灣人至中國大陸工作及投資的限制，被企业家王应杰認為是希望經由吸收台灣人才與產業，以達成中國窮台策略。

## 影响
經濟學者吳惠林等人認為在中國大陆對於台灣的讓利政策中，台灣沒有實際得到經濟利益。在惠台政策下，台灣產業移至中國大陆，造成台灣本地企業的競爭力下降，台灣影劇產業等在中國大陆競爭下將會消失。台灣經濟官員也否認中國大陆讓利政策對台灣有實質利益，指出台灣希望獲得優惠的項目，如汽車整車﹐工具機﹐面板﹐石化原料等項目，中國大陆並未提供優惠。台灣《天下雜誌》根據取得的中國大陆海關統計數據，認為在ECFA讓利政策下，台灣只有取得短暫的利益，台灣對中國大陆的出口份額雖然增加，但造成台灣經濟競爭力下降，台灣農產品在中國大陆遭受不公平競爭，技術流失等問題。